# Placer (geografía)

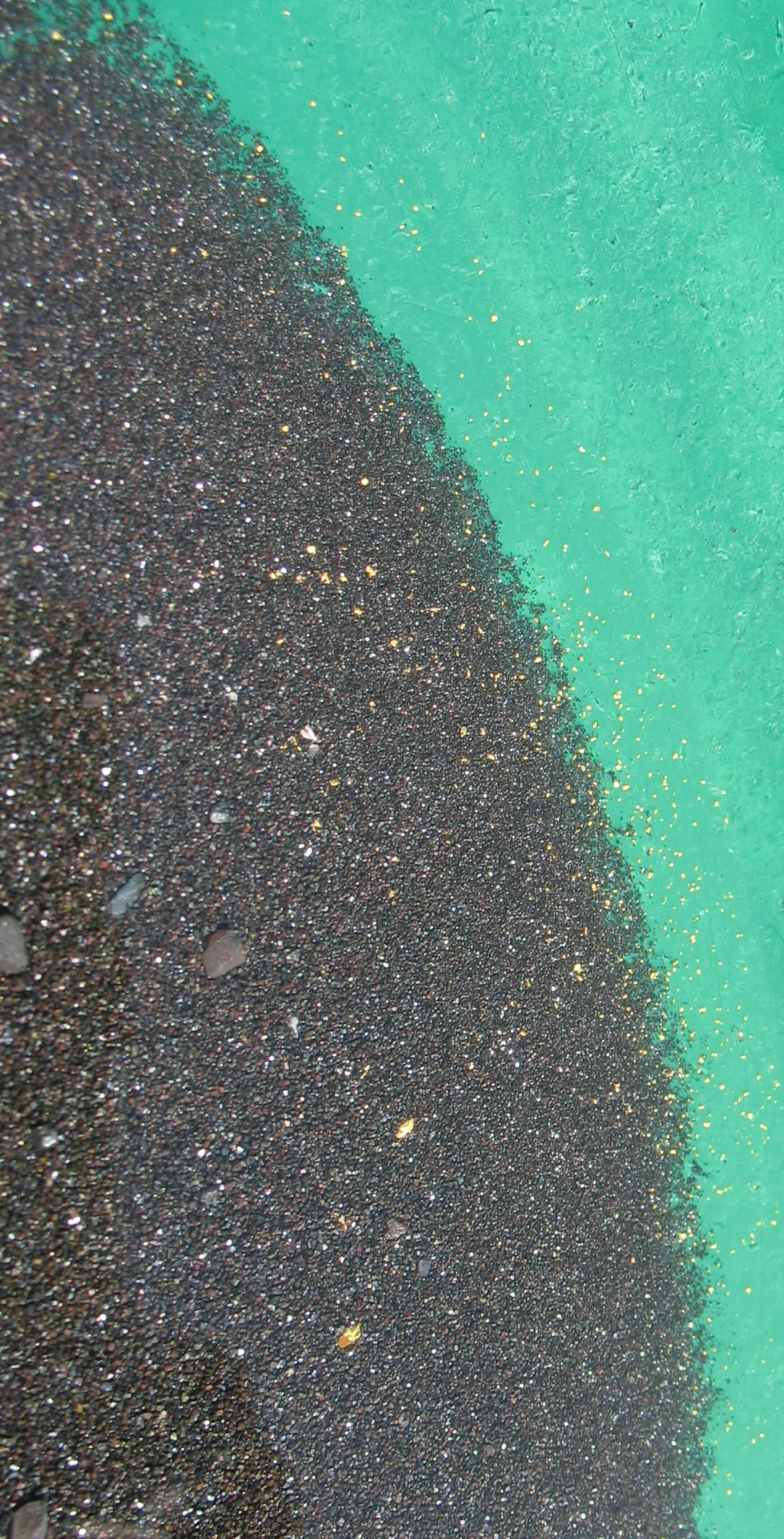
Magnetita, hematita y oro. La arena negra se concentra a partir de gravas de placer.

Se llama placer o plácer a un banco de arena, fango o piedra llano y poco profundo, en donde se acumulan minerales valiosos formada por la separación por gravedad de una roca madre específica durante los procesos sedimentarios. La RAE lo define como un arenal donde la corriente de las aguas de los ríos depositó partículas de oro.
Sarmiento escribe placel. Se llamaban también placeres en las islas del Caribe las pesquerías donde se buscaban perlas e igualmente se daba esta denominación a las minas ricas de metales. Por semejanza se llaman placeres a los arenales en que remansa el agua de algunos ríos que acarrean granos de oro.
Placer, según Juan Pérez de Moya, es todo bajo de arena, y añade que esta denominación se dio por ironía a tales parajes porque no sería placer ir un navío navegando y asentarse en un bajo de arena sin poder ir atrás ni adelante.
Otros sin embargo lo entienden al revés que Moya: creen que la voz proviene del placer que en realidad ofrece al navegante el fondeadero de esta clase, donde la mar es mansa o nunca tan elevada como en el golfo y se considera libre de los riesgos y en realidad más descansado de las fatigas anteriores. 